# Arrondissement de Weener

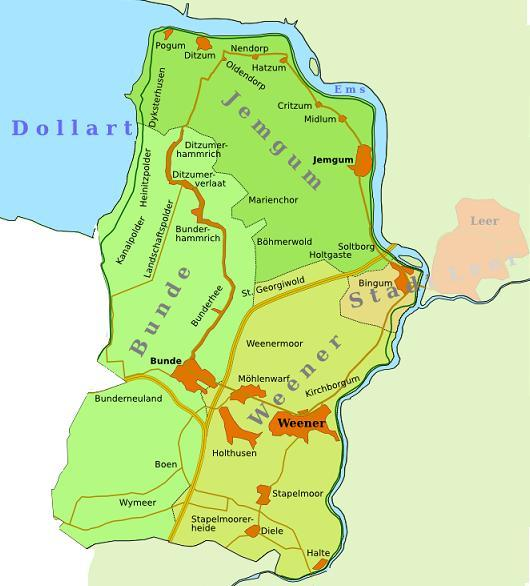
L'ancien arrondissement de Weener aujourd'hui

L'arrondissement de Weener est un arrondissement de la province prussienne de Hanovre de 1885 à 1932.

## Géographie
L'arrondissement englobait l'ensemble du Rheiderland (de). Parallèlement, à l'ouest de l'Ems, passe la route frisonne (de), une ancienne route de commerce à longue distance entre Emden et Münster.
Au nord, l'arrondissement borde l'arrondissement d'Emden, à l'est l'arrondissement de Leer, au sud l'arrondissement d'Aschendorf (de) et à l'ouest les Pays-Bas.
Aujourd'hui, le territoire de l'arrondissement de Weener est divisée entre les communes de Bunde et Jemgum, la ville de Weener et le quartier de Bingum dans la ville de Leer.

## Histoire
En 1867, le royaume de Hanovre est annexé par la Prusse et transformé en province de Hanovre. Dans le cadre de l'introduction de l'organisation des arrondissements pour la province, l'arrondissement de Weener est créé le 1er avril 1885 à partir de l'ancien bureau hanovrien de Weener. Le chef-lieu de l'arrondissement est Weener. L'arrondissement est rattaché au district d'Aurich.
En 1932, l'arrondissement de Weener est dissous par un décret du ministère d'État prussien et fusionné avec l'arrondissement de Leer.

## Évolution de la démographie
| Année     | 1890   | 1900   | 1910   | 1925   |
| --------- | ------ | ------ | ------ | ------ |
| Habitants | 20 431 | 20 525 | 20 537 | 21 329 |

## Communes
Les communes de l'arrondissement de Weener avec le nombre d'habitants au 1er décembre 1910 et au 16 juin 1925  :
| Communes          | Pop. 1910 | Pop. 1925 |
| ----------------- | --------- | --------- |
| Beschotenweg      | 289       | 292       |
| Bingum            | 735       | 722       |
| Boen              | 417       | 455       |
| Böhmerwold        | 115       | 132       |
| Bunde             | 1811      | 1985      |
| Bunderhammrich    | 760       | 718       |
| Bunderhee         | 720       | 817       |
| Bunderneuland     | 166       | 165       |
| Charlottenpolder  | 118       | 115       |
| Critzum           | 285       | 315       |
| Diele             | 611       | 616       |
| Ditzum            | 798       | 776       |
| Ditzumerhammrich  | 803       | 710       |
| Hatzum            | 351       | 334       |
| Heinitzpolder     | 101       | 183       |
| Holtgaste         | 293       | 343       |
| Holthusen         | 1653      | 1742      |
| Jemgum            | 1133      | 1073      |
| Kirchborgum       | 332       | 323       |
| Landschaftspolder | 311       | 305       |
| Marienchor        | 111       | 112       |
| Midlum            | 307       | 320       |
| Nendorp           | 135       | 144       |
| Oldendorp         | 159       | 160       |
| Pogum             | 293       | 275       |
| St. Georgiwold    | 154       | 128       |
| Stapelmoor        | 1214      | 1276      |
| Vellage           | 260       | 235       |
| Weener            | 3923      | 4127      |
| Weenermoor        | 1101      | 1275      |
| Wymeer            | 1078      | 1156      |

## Administrateurs de l'arrondissement
- 1885–1888 Matthias Knaus
- 1888–1893 Lümko Iderhoff (de)
- 1893–1904 Adolf Kriege
- 1904–1909 Karl Gosling (de)
- 1909–1927 Erich Bachmann (de)
- 1927–1927 Hans von Oldershausen (de)
- 1927–1927 Emil Wehriede
- 1928–1932 Benno Eide Siebs (de)

## Personnalités liées à la ville
- Hermann Albert Hesse (1877-1857), théologien né à Weener.